# Gabriel Lapeyrusse
Gabriel Lapeyrusse, né le 21 mars 1907 à Nérac et décédé le 12 juin 1966 à Mulhouse, est un homme politique français.

## Biographie
Fils d'un maraîcher-expéditeur, Gabriel Lapeyrusse passe par l'école primaire supérieure de Nérac, et reprend l'activité de son père après l'obtention de son brevet supérieur.
En 1935, il est élu conseiller municipal de Nérac. Il est alors proche du Parti Radical sans en être membre.
Mobilisé dès le début de la Seconde Guerre mondiale, il revient à la vie civile en juillet 1940. Maire délégué pendant quelque temps, il participe à partir du début de l'année 1943 à la Résistance. Responsable local du mouvement Combat, il est lieutenant-colonel des FFI en juin 1944, et mène les troupes qui libèrent Nérac. Nommé maire de cette ville en août 1944, il est membre du comité départemental de libération. Il adhère dans cette période au parti socialiste SFIO.
Il est démobilisé fin août 1945, avec le grade de Chef de bataillon. Son action pendant la guerre lui vaut la croix de guerre, la médaille militaire, la médaille de la Résistance et la Légion d'honneur.
Élu maire de Nérac, puis conseiller général du Lot-et-Garonne, il est candidat, en troisième position, sur la liste de la SFIO, menée par Jacques Arrès-Lapoque, pour l'élection de la première constituante, puis de la seconde, sans être élu.
Il s'éloigne cependant rapidement des orientations de la SFIO, à tel point qu'en 1951, il figure sur une liste clairement orientée à droite, menée par André Lescorat, pour les législatives, et c'est avec l'étiquette assez œcuménique de « républicain socialiste indépendant et de défense paysanne » qu'il est réélu cette année là au conseil général.
L'année suivante, il adhère au RPF, mais n'y milite pas, et ne fait pas état publiquement de cet engagement, de courte durée compte tenu de la mise en sommeil du parti l'année suivante. Il se rapproche alors d'Henri Caillavet et du Rassemblement des gauches républicaines, au nom duquel il se représente, avec succès, aux municipales de 1953.
En 1958, il soutient le retour au pouvoir de De Gaulle, et met en place un comité local de coordination pour la campagne référendaire. Cet investissement lui vaut l'investiture de l'UNR pour les législatives de novembre, où il affronte, dans la première circonscription, deux sortants : Caillavet et Gérard Duprat (PCF). Il l'emporte largement au second tour, avec 70,2 % des voix face à Duprat.
Pendant ce premier mandat, il est un parlementaire peu actif, n'intervenant qu'une seule fois en tribune, pour soutenir la politique du gouvernement, et ne déposant aucun texte.
Il se représente aux législatives de 1962, et retrouve les deux mêmes principaux adversaire. Il est réélu, toujours face à Duprat, mais avec un résultat nettement moindre, puisqu'il n'obtient que 52,8 %.
Il meurt en cours de mandat, en 1966, sans avoir plus jamais repris la parole à l'assemblée, et après voir, pendant sept ans, suivi dans tous ses votes les positions du gouvernement.